# ドミトリー・オルロフ (指揮者)
ドミトリー・ミハイロヴィチ・オルロフ（ロシア語: Дмитрий Михайлович Орлов, ラテン文字転写: Dmitry Mikhailovich Orlov、1937年7月20日  - ）はソビエト連邦、ロシアの指揮者、音楽教師、著述家。

## 概要
1937年、ウクライナ・ソビエト社会主義共和国（現在のウクライナ）のフメリニツキーに生まれる。1948年から1952年までオデッサ軍音楽学校でトランペットを学ぶ。続いて1953年から1957年までの間、モスクワ北西にあるトロイツェ＝リコヴォのモスクワ軍音楽学校及び軍指揮者学校で軍楽指揮を学び、優秀な成績で卒業する。卒業後は1972年までの間、レニングラード、モスクワ、ザバイカル、シベリア各軍管区の部隊や軍学校で軍楽隊長を務めた。1966年から1971年までグリンカ記念ノヴォシビルスク国立音楽院でアルノルト・カッツにオペラ・交響楽指揮を学ぶ。同音楽院卒業後は、1973年から1978年までモスクワ音楽院軍指揮科で「予備役中佐」として教鞭を執り、その後はモスクワの教育機関で教職に就き、ソ連各地の交響楽団と定期的に協演した。
1989年に児童・青少年の音楽教育を活動目的とする「モスクワ交響楽団《ソヴレメンニク》」（Московский симфонический оркестр «Современник»）を設立する。同オーケストラは、翌年に国立の組織となり、1992年に「児童・青少年のためのモスクワ国立交響楽団」（Московский государственный симфонический оркестр для детей и юношества）と改称し、2025年現在は「モスクワ国立交響楽団」として活動範囲を拡大して存続している。また、オルロフは1995年から20年以上にわたり8歳から18歳までの若いソリストのためのモスクワ国際音楽祭を主催し、旧ソ連を中心に世界各国から500名以上の参加者を得てモスクワ及びモスクワ州の様々なホールで演奏会を開催した。
オルロフは芸術監督兼首席指揮者として2017年までモスクワ国立交響楽団と活動を共にした。2020年以降は著作に力を入れ、ロシア国立指揮学校の歴史、世界の女性指揮者、ロシアの詩人・作家に関する本を出版している。

## 主な受賞
- ロシア連邦功労芸術家（1996年授与）
- モスクワ市賞（2004年受賞）